# Oligosita sanguinea
Oligosita sanguinea är en stekelart som först beskrevs av Girault 1911.  Oligosita sanguinea ingår i släktet Oligosita och familjen hårstrimsteklar. Inga underarter finns listade i Catalogue of Life.